# Cuatro Esquinas

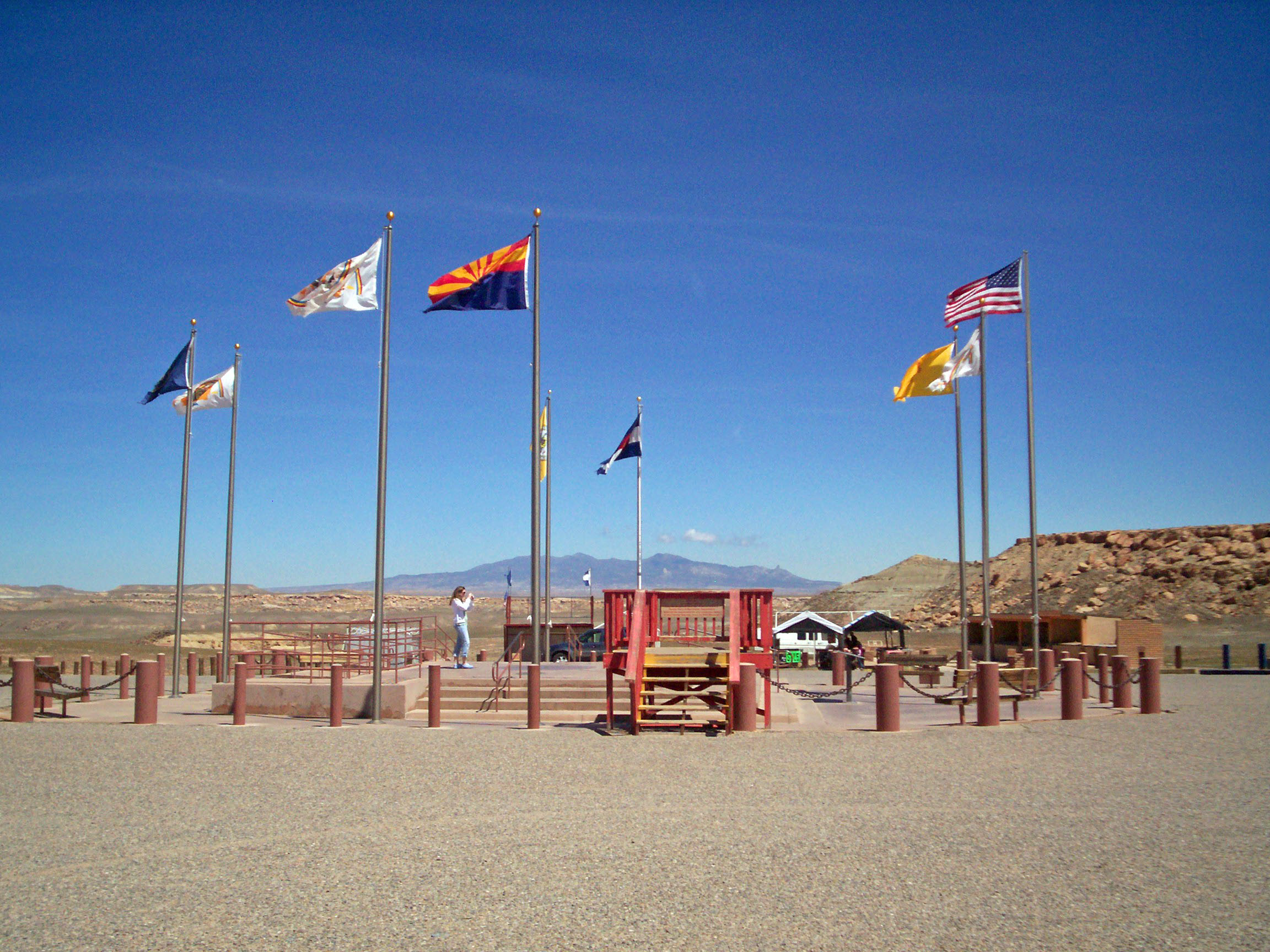
Las banderas de los alrededores del monumento de las Cuatro Esquinas. En orden de las agujas del reloj a partir de la primera bandera, la bandera del estado de Arizona, la bandera de la Nación Navajo (dos veces), Utah, Tribu Ute de la Montaña Ute, Colorado, Nuevo México, Nación Navajo (tercera instancia), y la bandera de los Estados Unidos de América

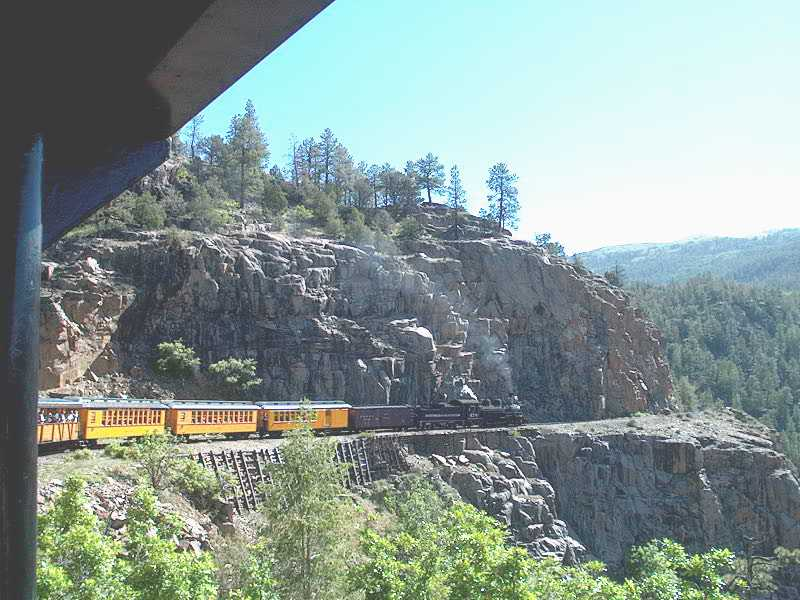
El Durango y Silverton Narrow Gauge Railroad, hoy un tren histórico, anteriormente conectaba a la zona de las Cuatro Esquinas con la red ferroviaria nacional.

Cuatro Esquinas es una región geográfica y cultural del suroeste de Estados Unidos que comprende el extremo suroccidental de Colorado, extremo suroriental de Utah, extremo nororiental de Arizona y el extremo noroccidental de Nuevo México. La zona de las Cuatro Esquinas fue nombrada con base en el cuatrifinio en la intersección de 37° latitud norte con 109° 03' de longitud oeste, en la que los límites de los cuatro estados se encuentran, y están marcadas por el monumento de las Cuatro Esquinas. Es el único lugar en Estados Unidos, donde cuatro estados se encuentran. La mayoría de esta región pertenece a territorios semiautónomos de tribus oriundas del lugar, de las cuales la mayor es la Nación Navajo, seguida por las reservas de las naciones Hopi, Ute, y Zuñi. La región de las Cuatro Esquinas es parte de una región más grande conocida como la meseta del Colorado y es en su mayoría rural, agreste y árida. Además del monumento, otras áreas comúnmente visitadas incluyen Valle de los Monumentos, Parque Nacional de Mesa Verde, Cañón del Chaco, Monumento Nacional Cañones de los Antiguos y Cañón de Chelly. La ciudad más poblada de la región es Farmington (Nuevo México), seguido por Durango (Colorado).

## Historia
La actual región de las cuatro esquinas perteneció al Imperio español hasta el siglo XIX cuando, tras la independencia del Virreinato de la Nueva España, México heredó estos territorios. Sin embargo en 1848 y tras la guerra mexicano-estadounidense, este terreno fue adherido a Estados Unidos. En 1863, el Congreso creó el Territorio de Arizona, a partir de la parte occidental del Territorio de Nuevo México. El límite se definió como una línea en dirección sur de la esquina suroeste del Territorio de Colorado, que había sido creado en 1861. Este fue un inusual acto del Congreso, que casi siempre definía los límites de los nuevos territorios como las líneas de latitud o longitud, o al margen de los ríos. Mediante la definición de un límite a partir de la esquina de otro, el Congreso aseguró la eventual creación de cuatro estados, que se tocaran en este punto, independientemente de los inevitables errores de límite de la agrimensura. El área fue primeramente estudiada por el Gobierno de los Estados Unidos en 1868 como parte de un esfuerzo por hacer del Territorio de Colorado un estado, primer estado creado a partir de la región. El primer marcador se colocó en el lugar en 1912. El primer gobierno tribal Navajo fue establecido en 1923 para regular un número creciente de actividades de exploración de petróleo en tierra de Navajos.

## Geografía
El monumento de las Cuatro Esquinas está situado en 36°59′56.3″N 109°02′42.6″O / 36.998972, -109.045167.
La región de las Cuatro Esquinas forma parte de la alta meseta del Colorado (1500 m s. n. m.). Esto hace que sea un centro para sistemas de clima, que se estabilizan en la meseta, que continúan su camino en dirección este a través de Colorado y hacia los estados centrales. Este sistema meteorológico genera la nieve y la lluvia que precipita sobre el centro de Estados Unidos.

## Política
Seis gobiernos tienen límites jurisdiccionales en la región de las Cuatro Esquinas: los estados de Arizona, Colorado, Nuevo México y Utah, así como los gobiernos tribales de la Nación Navajo y la Tribu de la Montaña Ute Ute. El Monumento es en sí mismo administrado por el Departamento de Parques y Recreación de la Nación Navajo. Otras naciones tribales dentro de la región son los Hopi y los Ute. En las Cuatro Esquinas se encuentra la capital gubernamental de la tribu de los navajos (en Window Rock, Arizona) y la de la tribu de Montaña de Ute Ute (en Towaoc, Colorado).

## Ciudades
La región es mayormente rural. El centro económico, la ciudad más grande, y la única área metropolitana en la región es la de Farmington (Nuevo México). El asentamiento poblado más cercano al centro es Teec Nos Pos (Arizona). Otras ciudades de la región son Cortés y Durango en el estado de Colorado; Monticello y Blanding, Utah; Kayenta y Chinle en Arizona; y Shiprock, Azteca, y Bloomfield en Nuevo México.